# Treehouse of Horror XXXV
«Treehouse of Horror XXXV» (укр. «Будиночок жахів на дереві XXXV») — п'ята серія тридцять шостого сезону мультсеріалу «Сімпсони», прем'єра якої відбулась 3 листопада 2024 року у США на телеканалі «Fox».

## Сюжет

### Вступ
Режисер заставки — Хорхе Гутьєррес. Заставку зроблено з мексиканськими мотивами та моторошними версіями персонажів «Сімпсонів». Наприкінці з'являється напис іспанською «El Treehouse del Horror XXXV».

### «The Information Rage» (укр.«Інформаційна лють»)
У Спрінґфілдській міській раді Ліса з Мардж представляють проєкт з енергозбереження — заміна всіх ламп розжарення на енергоощадні LED-лампи. Влада підтримує проєкт Ліси, однак мешканці розділені щодо цього. Суспільну лють розпалюють ЗМІ, обговорюючи можливі політичні наслідки енергозбереження.
Через лють на дні Спрінґфілдського озера утворюється розлом, з якого виходять червоний і синій кайдзю. Вони починають руйнувати місто та боротися одне з одним, хоча кожен з них має своїх прихильників серед мешканців.
Професор Фрінк оголошує, що створив робота для боротьби, яким можуть керувати лише ровесники, що перебувають у повній гармонії між собою… Для керування обирають Барта і Лісу.
Спочатку брат із сестрою не ладнають. Однак, повеселившись над тим, як монстр познущався над Гомером, малим Сімпсонам вдається об'єднатися. Разом вони перемагають кайдзю. Ліса оголошує, що суспільству потрібно бути об'єднаними, інакше монстри повернуться. Люди примирюються… Однак, через деякий час монстри таки руйнують цивілізацію, а Барт і Ліса обговорюють недоліки людства.

### «The Fall of the House of Monty» (укр.«Падіння дому Монті»)
Вікторіанська епоха. Містер Бернс — власник фабрики з виробництва кукурудзяного сиропа. Над своїми працівниками Бернс відверто знущається змушуючи після денної зміни працювати на вічному будівництві його маєтка вночі.
Перед вечерею до дня подяки Бернс пропонує угоду: якщо вони витягнуть кістяк з кістки індички, то святкова вечеря їхня, інакше — працюватимуть голодні. Хоча Віллі витягує кістяк, але Бернс відмовляється від своєї обіцянки. Аґнес, його дружина, застерігає, що того, хто порушив обітницю на кістці з індички на день подяки, буде проклято.
Через голод Гомер не в змозі працювати. Він падає в чан з розпеченого кукурудзяною олією. Коли Гомер намагається вибратись, то тягне жолоб і виливає олію на решту працівників фабрики.
Вночі Бернс у своєму маєтку чує моторошні звуки. Він спочатку думає, що це лише вітер, але перед ним з'являється привид Гомера з бажанням їсти. Монті втікає і зустрічає привиди інших працівників, що так само його лякають і за ним женуться. Бернс втікає на кухню. Вирішивши, що привиди зникнуть, як їх нагодувати, він нашвидкоруч готує вечерю. Однак, привидів не зацікавила їжа — вони полюють на душу багатія. Відчайдушно намагаючись втекти, Бернс вирішує «перехитрити» привидів і сам кидається у вогонь. Це спричинює пожежу, внаслідок якої горить весь маєток…
Вранці наступного дня на згарищі будинка Третій Номер Мел і Вейлон Смізерс знаходять попіл містера Бернса. На знак пошани до всіх загиблих, вони оголошують день після дня подяки чорною п'ятницею.

### «Denim» (укр.«Денім»)
У паралельному Всесвіті Гомер обирає нові джинси для себе, щоб вразити офіціантку Мардж. Біля магазина відкривається портал, з якого виходять інопланетні джинси. Вони продираються до Гомера у примірочну та, щойно Гомер їх надягає, вони охоплюють ноги чоловіка.
Коли Гомер заходить до їдальні, де працює Мардж, її грабує Гадюка. Хоча Гомер не впевнений, але джинси керують його рухами і знешкоджують грабіжника. Почувши звук поліції, вони втікають виконуючи паркурні трюки.
У перевулку джинси зізнаються, що є інопланетним симбіонтом Денімом. Він переконує Гомера стати його господарем пояснюючи, що на його рідній планеті пішов токсичний дощ, що зістарив всі джинси. Тепер, у світі людей, джинсам потрібен господар, щоб вижити.
Згодом з допомогою Деніма Гомер закохує в себе Мардж. Однак, вони утримуються від першого сексу, бо Денім не хоче його відпускати.
Через деякий час Гомер хоче все пояснити Мардж, але джинси відводять його до таверни Мо. Бажаючи позбутися симбіонта Гомер напивається (і наливає Деніму). Вранці, коли Гомер п'яний спить, Мардж таки вдається зняти джинси та попрати їх.
Коли Гомер прокидається, він нажаханий вчинком Мардж. З ванної виходить розлючений Денім, який тепер бажає смерті Мардж. Через Гомера джинси майже душать Мардж, хоча їй вдається втекти. Щоб припинити все Гомер штрикає ножа собі в ногу. Денім втікає за Мардж.
Переслідуючи її, він надягається на неї та відводить на дах хмарочоса. На щастя, з'являється Гомер, який просить вибачення та зізнається в любові… до джинсів. Вдома Гомер спокійно живе з Денімом, хоча останній говорить, що його вид потребує якомога більшої кількості господарів. Цим часом у космосі відкривається величезний портал, і на Землю падає ще більше джинсів…
У сцені під час титрів показано монтаж подій із серії в моторошному стилі із заставки.

## Виробництво
Заставку серії занімував і наклав аранжування мексикансько-американський аніматор Хорхе Гутьєррес. Свою участь він прокоментував так:
|  | Я був великим шанувальником «Сімпсонів» відтоді, як Барт вперше з’явився в моїй улюбленій Тіхуані в класичному епізоді «Kamp Krusty». Я назавжди вдячний [виконавчому продюсеру] Меттові Селману і [творцю «Сімпсонів»] Меттові Ґрюйнінґу за те, що вони дали мені честь зрежисерувати мій власний пристрасний (і кривавий!) анімаційний любовний лист до серіалу, який надихнув мене на мрію про створення мультфільмів. Тепер я можу померти з усмішкою на обличчі. ¡VIVA LOS SIMPSONS! (…) Для цієї спеціальної заставки я аранжував і продюсував панк-рок-версію відомої народної мексиканської мелодії «Jarabe Tapatio», широко відомої як танець, що танцюють мексиканці в капелюсах [сомбреро], змішаної з деякими яскравими духовими лініями в стилі корідо. |

Заставка розпочинається зі вступної мелодії «Сімпсонів», яку іспанською виконали Хорхе Гутьєррес, продюсер Тім Юн і композитор мелодії Хуан Карлос Енрікес.
Перший сегмент написав Роб Лазебник, який також був співавтором серії. Він запропонував ідею політичної поляризації, гніву із соціальних мереж і новин напередодні Президентських виборів 2024 року (епізод вийшов за 2 дні до виборів) виконавчому продюсеру Метту Селману. Той запропонував використовувати монстрів кайдзю.
У другому сегменті творча команда надала йому старовинного вигляду, щоб більше відповідати сюжету, що відбувався у старовину. Селман розповів:
|  | Ми зробили анімацію так, щоб вона виглядала трохи мерехтливою та плівковою. Це було весело. А потім ми зрозуміли, що переляк у стрибках (англ. jumpscares) не дуже страшні, тож спробували зробити їх безглуздими. |

|  | Ми справді хотіли зробити щось, де було б багато переляків у стрибках, але ми виявили, що в анімації важче насправді налякати людей… В анімації переляк у стрибку є складним. Тож ми звернули увагу на цей факт, і висміяли переляк у стрибку. |

Сценариста сегмента Дена Веббера надихнули фільми британської кіностудії «Hammer Film Productions». Спочатку «The Fall of the House of Monty» планувався як 4 сегмент тематичної серії 31 сезона «Thanksgiving of Horror», однак серія тривала довго, і сегмент не могли вмістити у відведений час.
У сегменті при показів пам'ятників предкам Ленні, які загинули на будівництві маєтка Бернса, мав бути закадровий голос над з реплікою: «Не обривай [кадр], я читаю!». Однак, творча команда вирішила, що цей жарт був би занадто самоорієнтованим.
Бернс називає кістяк індички «вилочкою» (англ. «furcula»), що запропонував сценарист Майкл Прайс. За словами Лазебника, він ніколи раніше не чув це слово.
Третій сегмент є пародією на фільм «Веном» 2018 року і був ідеєю Селмана, про яку він думав кілька років і яку швидко запустили у виробництво після страйку гільдії сценаристів Америки 2023 року. Джинси, які носить Гомер, анімовано студією «Stoopid Buddy Stoodios» за допомогою техніки stop motion.
Після того, як Гомер і Мардж спробували зайнятися сексом, коли Гомер був одягнений у Денім, Мардж мала сказати, що це був «найкращий сухий удар у моєму житті» (англ. «the best dry humping of my life»). Селман розповів, що від творчої команди вимагали змінити репліку, а фразу «сухий удар» (англ. «dry humping») було замінено на «хід ззовні» (англ. «outer course»).
Роб Лазебник озвучив координатора Анонімних Плювачів у сегменті «Denim». Це була його перша робота в озвученні у «Сімпсонах».
У липні 2024 року на фестивалі San Diego Comic-Con команда «Сімпсонів» записала крики авдиторії на панелі «Сімпсонів», щоб використати наприкінці цього епізода під час показу логотипа «Gracie Films». Меттові Селману цю ідею запропонувала фанатка Келсі Мертц.

## Культурні відсилання та цікаві факти
- Окрім мексиканських елементів, заставка також поєднує елементи святкування Дня мертвих, який святкують на початку листопада в Мексиці та багатьох громадах США[4].
- Гра «Los Simpsons Fighter!» (укр. «Боєць „Сімпсонів“»), в яку грають Канг і Кодос наприкінці заставки, — це пародія на справжню франшизу відеоігор «Street Fighter» (укр. «Вуличний боєць»)[4].
- Перший сегмент серії частково є пародією на фільм 2013 року «Тихоокеанський рубіж»[1][3].
- На початку першого сегмента Мер Квімбі просить жителів Спрінгфілда не перетворювати свою нерішучість на ще один бунт «Big Gulp», що є відсиланням до лінійки напоїв для фонтанів, яка належить франшизі магазинів «7-Eleven»[12].
- Серед інших монстрів, що нападають на Спрінґфілд є:
  - Фейсбукозілла — пародія на «Facebook» Ґодзіллу[13];
  - «Ro-gan» є відсиланням до подкастера Джо Роґана і вигаданого монстра Родана[14];
  - «Four Chan-завр» є посиланням до іміджборда «4chan»[15];
  - Меха-Реддіт є відсиланням до соціально-новинного сайта «Reddit» і вигаданого монстра Мехаґодзілли[15].
- Назва другого сегмента є відсиланням до оповідання Едгара Аллана По «Падіння дому Ашерів»[16].
  - Як відсилання до Едгара Аллана По на початку сегмента з'являється Барт-Ворон із сегмента «Ворон» (англ. «The Raven») з найпершого епізода «Treehouse of Horror»[17].
- Сюжет другого сегмента містить відсилання до горрору 2018 року «Вінчестер»[17].
  - Заплутаний маєток Бернса натхненний локацією «Дім Вінчестерів» в Північній Каліфорнії[18].
- Сцена появи Деніма на Землі є відсиланням до фільма «Термінатор 2: Судний день»[19].

## Ставлення критиків і глядачів
Під час прем'єри серію переглянули 3,18 млн осіб, з рейтингом 0.9, що зробило її найпопулярнішим шоу на каналі «Fox» тієї ночі.
Джон Шварц із сайту «Bubbleblabber» оцінив серію на 7/10, сказавши, що цьогорічний «Будиночок жахів на дереві» — «загалом хороший». Він додав: «Давно минули часи, коли „Сімпсонів“ можна було розглядати як джерело неупередженої, необмеженої, справжньої сатири, що зробило старі „Будиночки жахів на дереві“ такими особливими, але в шоу все ще є хороші смаки, і я думаю, що це все, чого ми можемо просити на цьому етапі».
На сайті «Me Blog Write Good» відзначили: «Я вирішив сподіватися, якою б марною надія не була, що шоу вразить мене десь у майбутньому ще одним спеціальною серією на Хелловін нарівні з „Treehouse of Horror XXXIII“, але, на жаль, цей день не сьогодні».
Майк Селестіно з «Laughing Place» сказав, що «якість цьогорічного моторошного спецвипуска залишається високою: і аніматори, і акторський склад співпадають із сценаристами щодо гумору, вшанування поп-культури та відповідного рівня мультяшного насильства і крові».